# Desesperada
«Desesperada» es una canción interpretada por la cantante española Marta Sánchez, producida por Ralf Stemmann y Christian de Walden. Fue lanzado en 1993, como su primer sencillo de su primer álbum en solitario titulado Mujer.

## Información
A la salida del grupo Olé Olé en 1991, Marta Sánchez decide emprender su carrera como solista, lanzando en 1993 su álbum debut Mujer, del cual se desprende el primer sencillo "Desesperada".
La canción fue escrita por Steve Singer, Austin Roberts y Carlos Toro Montoro. Inicialmente fue grabada por la actriz Vaitiare, presentándola en el programa Bellezas al agua y en el XXXIV Festival Internacional de la Canción de Viña del Mar, aunque no llegó a editarse oficialmente. Con la voz de Marta fue un éxito instantáneo en México y España, alcanzando #1 en ambos países, y el #10 en Billboard Hot Latin Tracks.
Además, le valió el premio como Mejor Canción Dance en los premios Eres de 1994 en México.
Se lanzaron dos versiones en inglés de la canción para la edición en inglés del álbum, Woman. La primera titulada de igual manera que la versión en español "Desesperada", y la segunda fue titulada "Desperate Lovers", que contó con la participación del cantante brasileño Paulo Ricardo.
En el 2010 para celebrar sus 25 años de carrera artística, Marta realizó una versión a dúo de la canción junto a la cantante mexicana Belinda, que aparecere en su álbum De par en par, conformado por nuevas versiones a dueto de sus éxitos, bajo la producción de Carlos Jean, y publicado el 2 de noviembre del mismo año. Marta rumoró que la canción podría ser el primer sencillo del álbum en México.
La grabación de la canción fue a distancia, ya que Belinda no pudo viajar a España para hacerlo, por lo que no pudieron conocerse, asegurando Sánchez el querer conocer a la cantante juvenil de manera personal.
"Desesperada" fue la banda sonora de la teleserie chilena Graduados.

## Sencillo
CD sencillo, maxisencillo (España)
1. Desesperada - 3:42
2. Desesperada (Extended Mix) - 5:22

Vinyl, 12", Maxisencillo, 45 RPM, Promo (España)
- A Desesperada (Extended English Version) - 5:20
- B Desesperada (Extended English Version) - 5:20

Casete (USA)
- A1 Desesperada - Desperate Lovers (English Version) - 3:43
- A2 Desesperada - Desperate Lovers (Extended English Version) - 5:22
- B1 Desesperada (Spanish Version) - 3:45
- B2 Desesperada (Extended Spanish Version) - 5:19

CD sencillo, Maxisencillo (Europa)
1. Desesperada (Desperate Lovers) - 3:42
2. Desperate Lovers (Radio Remix) - 3:49
3. Desperate Lovers (Extended Mix) - 5:35
4. Desperate Lovers (Wavelength Dub Mix) - 8:27

Vinyl, 12", Maxisencillo, 45 RPM, Promo (Europa)
- A1 Desperate Lovers (Extended Mix) - 5:35
- A2 Desperate Lovers (Radio Remix) - 3:49
- B1 Desperate Lovers (Album Version) - 3:50
- B2 Desperate Lovers (Wavelength Dub Mix) - 8:29

Vinyl, 12", Maxisencillo (Brasil)
- A1 Desperate Lovers (Radio Remix) - 4:18
- A2 Desperate Lovers (Radio Remix) Duet With Paulo Ricardo - 3:52
- A3 Desesperada (Español) (Wave Length Dub Mux) - 8:29
- A4 Desesperada (Español) - 3:45
- B1 Desperate Lovers (Extended Remix) - 5:31
- B2 Desesperada (Español) (Extended Remix) - 5:36
- B3 Desesperada (English) - 3:43
- B4 Desesperada (Español) (Extended Version) - 5:19

CD sencillo, Maxisencillo (USA)
1. Desesperada (Short Version)
2. Desesperada (Extended Version)
3. Desesperada (Radio Remix)
4. Desesperada (Extended Remix)
5. Desperate Lovers (Radio Remix)
6. Desperate Lovers (Extended Remix)
7. Desperate Lovers (Radio Remix)
8. Desesperada (Extended Version Spanish)
9. Desesperada (Wavelength Dub Mix)

## Posición en listas de éxitos
| Lista (1994)                                | Posición |
| ------------------------------------------- | -------- |
| Estados Unidos (Billboard Hot Latin Tracks) | 10       |